# Malayotyphlops canlaonensis
Malayotyphlops canlaonensis är en ormart som beskrevs av Taylor 1917. Malayotyphlops canlaonensis ingår i släktet Malayotyphlops och familjen maskormar. Inga underarter finns listade i Catalogue of Life.
Denna orm förekommer vid vulkanen Canlaon på ön Negros i Filippinerna. Exemplar hittades vis 750 meter över havet. Troligtvis lever Malayotyphlops canlaonensis liksom andra maskormar i lövskiktet eller i det översta jordlagret. Honor lägger antagligen ägg.
Vid fyndplatsen finns inga skogar kvar. Populationens storlek är inte känd. IUCN kategoriserar arten globalt som otillräckligt studerad.